# كأس مصر 1923–24
كأس مصر لكرة القدم 1923–24 ويعرف أيضًا بـكأس الأمير فاروق 1923–24 هو النسخة الثالثة من أعلى بطولة إقصائية مصرية وهي كأس مصر لكرة القدم. لعب النهائي بين ناديي الأهلي والسكة الحديد يوم 14 مارس 1924 وانتهى بالتعادل السلبي، واقتضت القواعد حينها أن تعاد المباراة مرة أخرى، وهو ما تم يوم 28 مارس 1924 وانتهت بفوز الأهلي بنتيجة 4–1، ليتوج الأهلي بأول لقب له في هذه البطولة.

## النهائي
| 14 مارس 1924 النهائي                             | الأهلي | 0–0   | السكة الحديد |  |
|                                                  |        | تقرير |              |  |
| ملاحظة: اقتضت القواعد إعادة المباراة لتحديد فائز |        |       |              |  |

| 28 مارس 1924 إعادة النهائي | الأهلي                                     | 4–1   | السكة الحديد |  |
|                            | محمود مختار التتش · أحمد مختار · خليل حسني | تقرير | حسين حجازي   |  |